# Metavononoides albisectus
Metavononoides albisectus is een hooiwagen uit de familie Cosmetidae.